# غوكوفو
غوكوفو (بالروسية: Гуково) هي إحدى مدن روسيا في الكيان الفدرالي الروسي روستوف أوبلاست.